# Canadian Collegiate Athletic Association
La Canadian Collegiate Athletic Association (CCAA) è la federazione sportiva che si occupa a livello nazionale di sport universitari in Canada.
Il nome francese della federazione è Association canadienne du sport collégial (ACSC).
Il Comitato Esecutivo della CCAA è formato da un presidente e da sei vicepresidenti.

## Origine
I primi incontri a livello nazionale vennero disputati nel 1971 dalle province dell'Ovest, e nel 1972 i college delle province dell'Ontario e del  Québec (situate nel Canada orientale) si scontrarono per la prima volta.
Nel 1974 venne istituita la CCAA, con lo scopo di istituzionalizzare gli incontri a livello nazionale.

## Sport
Gli sport di cui si disputano tornei a livello nazionale sono:
- Golf
- Calcio
- Corsa campestre
- Badminton
- Pallavolo
- Pallacanestro
- Curling

## Membri
I membri della CCAA sono tutti i college affiliati alle seguenti associazioni sportive che operano a livello provinciale:
- Ontario Colleges Athletic Association(OCAA)
- Atlantic Collegiate Athletic Association (ACAA)
- Réseau du sport étudiant du Québec (RSEQ)
- Alberta Colleges Athletics Conference (ACAC)
- Pacific Western Athletic Association (PACWEST)